# Municipio de Glen (Minnesota)
El municipio de Glen (en inglés: Glen Township) es un municipio ubicado en el condado de Aitkin en el estado estadounidense de Minnesota. En el año 2010 tenía una población de 450 habitantes y una densidad poblacional de 4,75 personas por km².

## Geografía
El municipio de Glen se encuentra ubicado en las coordenadas 46°27′6″N 93°29′33″O / 46.45167, -93.49250. Según la Oficina del Censo de los Estados Unidos, el municipio tiene una superficie total de 94.79 km², de la cual 87,59 km² corresponden a tierra firme y (7,59 %) 7,2 km² es agua.

## Demografía
Según el censo de 2010, había 450 personas residiendo en el municipio de Glen. La densidad de población era de 4,75 hab./km². De los 450 habitantes, el municipio de Glen estaba compuesto por el 98,67 % blancos, el 0,22 % eran de otras razas y el 1,11 % eran de una mezcla de razas. Del total de la población el 0,22 % eran hispanos o latinos de cualquier raza.